# Museo Marino Marini (Firenze)
Il Museo Marino Marini di Firenze si trova in piazza San Pancrazio, nell'ex-chiesa di San Pancrazio.

## Storia
Marino Marini (1901-1980) è stato uno dei più importanti artisti italiani del Novecento, soprattutto come scultore. Nacque a Pistoia, ma studiò arte a Firenze, prima di trasferirsi a Monza come insegnante ed approdando infine alla prestigiosa Accademia di Belle Arti di Brera a Milano. Qui è conservata la seconda collezione per grandezza delle sue opere, dopo la raccolta a lui dedicata nella sua città natale.
Il Museo Marino Marini nacque dalla duplice volontà dell'amministrazione fiorentina di restaurare l'antica chiesa di San Pancrazio, destinandola ad attività culturale, e di trovare un'adeguata sede alla ricca collezione del maestro pistoiese, donata alla città di Firenze nel 1980.
I lavori di recupero dell'antica chiesa, ricostruita nel settecento e dall'inizio dell'Ottocento sconsacrata e adibita a scopi civili, che ne avevano profondamente cambiato l'aspetto, furono avviati nel 1982 e conclusi nel 1986. Gli architetti Lorenzo Papi e Bruno Sacchi, incaricati di redigere il progetto di recupero e rifunzionalizzazione del complesso, presero le mosse da una lettura "dinamica" dell'opera scultorea di Marini, vivacizzata dai percorsi e dalla diversità delle quote, e da una volontà di dialogo tra preesistenze storiche e materiali contemporanei.

## Architettura
Il complesso ideato dai due progettisti è fortemente caratterizzato dalla ricca articolazione dei percorsi e dal rapporto tra le preesistenze murarie e le aggiunte contemporanee ed autonome nei materiali e nelle funzioni.
L'ingresso del nuovo museo, dietro la facciata con le colonne, presenta controfacciata trasparente dall'impianto articolato, segnata in orizzontale dalla fascia marcapiano del cordolo in cemento faccia vista, che si contrappone alla continuità verticale del pronao neoclassico. Tale quinta trasparente permette, anche dalla piazza, la totale introspezione dello spazio interno del museo, consentendo allo spettatore di cogliere in un unico sguardo la totalità delle opere scultoree al piano terra e l'intero sviluppo longitudinale dell'edificio, la cui "abside" è significativamente trasparente come il diaframma della seconda facciata.

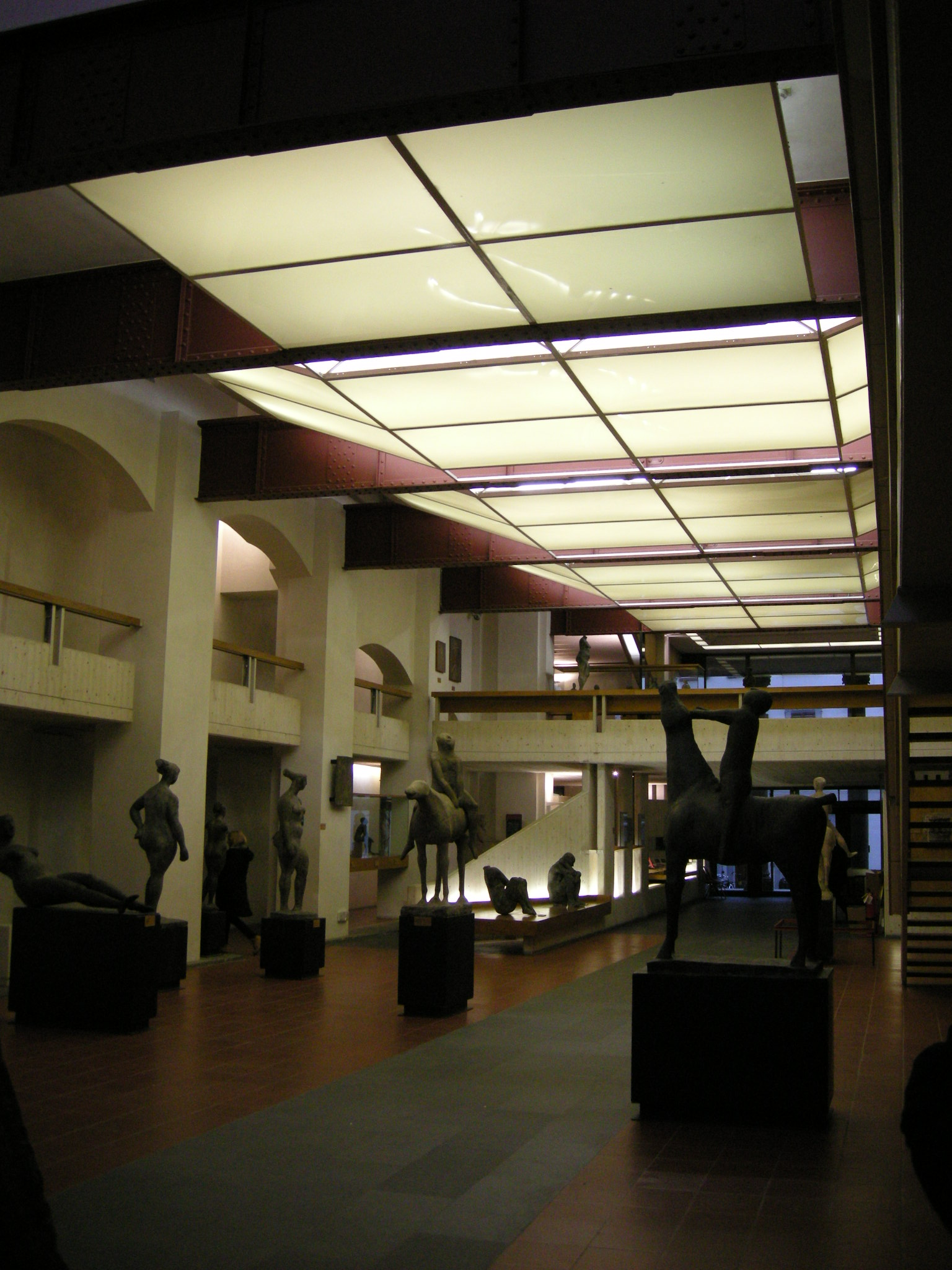
La navata

Varcato l'ingresso, una contenuta hall delimitata simmetricamente dai due vani della biglietteria e del guardaroba, immette senza soluzione di continuità al piano terra del museo. La grande sala al piano terra ospita le sculture di Marini, liberamente distribuite a scandire l'asse longitudinale di penetrazione e volutamente indirizzate verso l'opera maggiore, per valore artistico come per dimensioni, della collezione: il grande Cavaliere in bronzo di 6 metri di altezza. La collocazione di tale opera ha di fatto condizionato e determinato molte delle scelte di progetto; situata al centro dell'antico presbiterio, la scultura è sovrastata dalla cupola e illuminata dalla parete trasparente dell'abside. L'esplosione di questo spazio a tutta altezza è preparato ed enfatizzato dalla soluzione dell'aula, laddove i progettisti hanno deciso di conservare le massicce travi bullonate della trasformazione ottocentesca a sostegno del nuovo solaio, così da contrapporre orizzontalità e verticalità, pesantezza e trasparenza.
I due bracci del transetto introducono rispettivamente, quello settentrionale alle scale di accesso alla cripta ed ai ballatoi, quello meridionale (a quota maggiore) alle ex cappelle, adibite a salette di scultura, servizi, uffici e scale di accesso ai ballatoi del primo livello.
Il tema dei ballatoi è senz'altro uno dei più interessanti del progetto ed è strettamente connesso alla fruizione dinamico cinetica delle opere di Marini, ed in particolare della scultura del Cavaliere. I percorsi camminamenti infatti si sviluppano su quattro diverse quote; le due del livello ammezzato (più alta e rigida quella del matroneo, sdoppiata e dinamizzata l'altra) dopo aver permesso la visione delle opere dall'alto, si raccordano sul lato opposto in corrispondenza della saletta che ospita piccole sculture e ritratti; questa si affaccia all'interno del pronao in facciata e presenta una libera articolazione del solaio, caratterizzato al centro da un lucernario che collega i 3 livelli del museo e sul lato sinistro dal profilo mistilineo distaccato dalla muratura, così da enfatizzare l'autonomia della struttura in cemento e dinamizzare gli affacci sullo spazio interno.
Le due scale principali localizzate nel transetto conducono al terzo livello dei camminamenti, coincidente con il primo piano; in questo caso il percorso, a differenza del sottostante, si articola a 360 gradi, rendendo possibile dall'intero perimetro dell'edificio la visione e dello spazio architettonico e delle opere ospitate.
Una scala a chiocciola conduce infine all'ultimo dei quattro livelli dei ballatoi, presente solo sul lato settentrionale, semplice camminamento rettilineo puntato sul grande Cavaliere e sul transetto; anche qui le balaustre si trasformano in pannelli espositivi con la riuscita variante degli elementi addossati alle antiche scalette del cleristorio, risolti con una struttura in putrelle di ferro bianco, con corrimano ed espositori in legno.

## Le collezioni

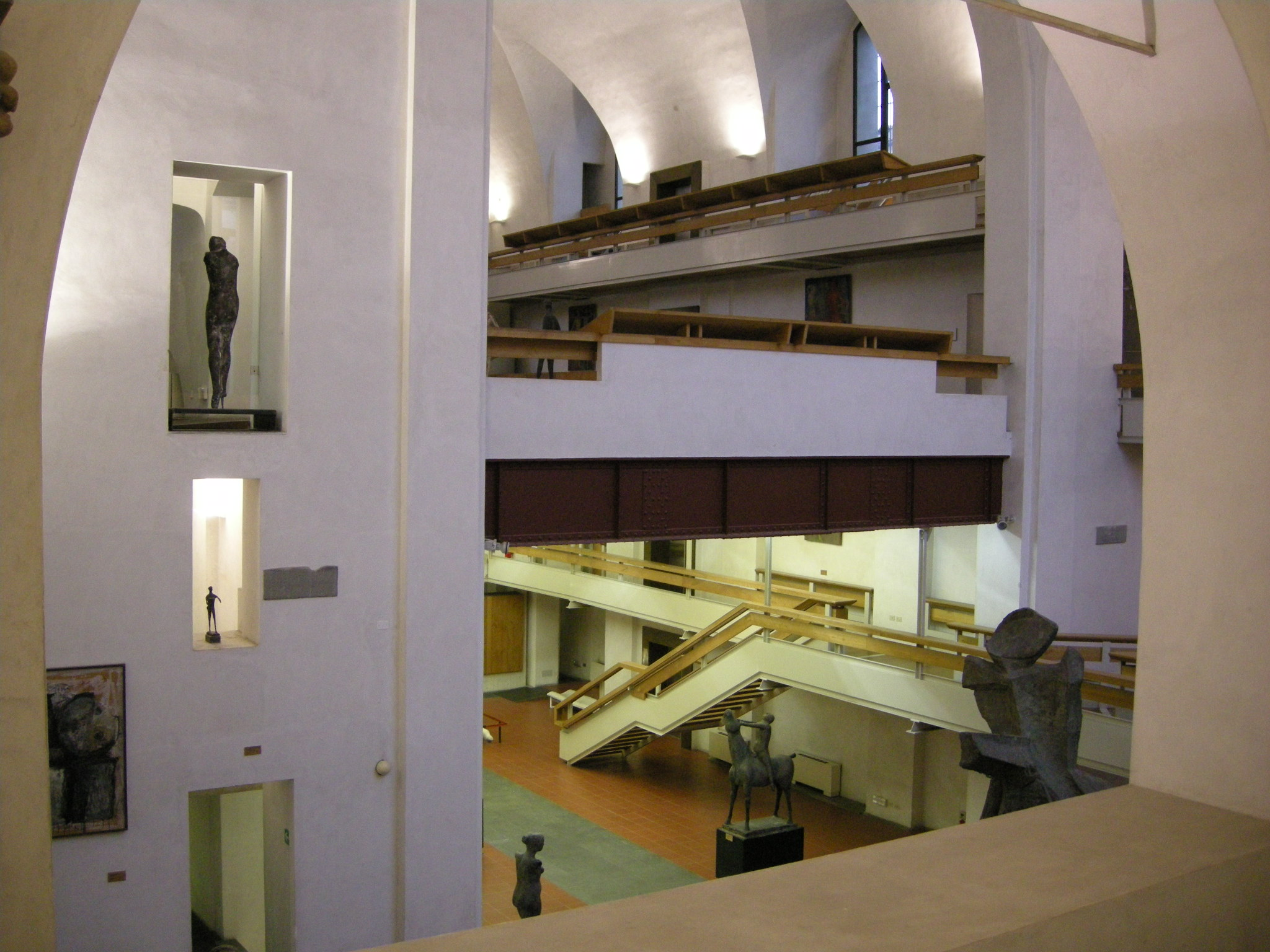
Gioco di pieni e vuoti

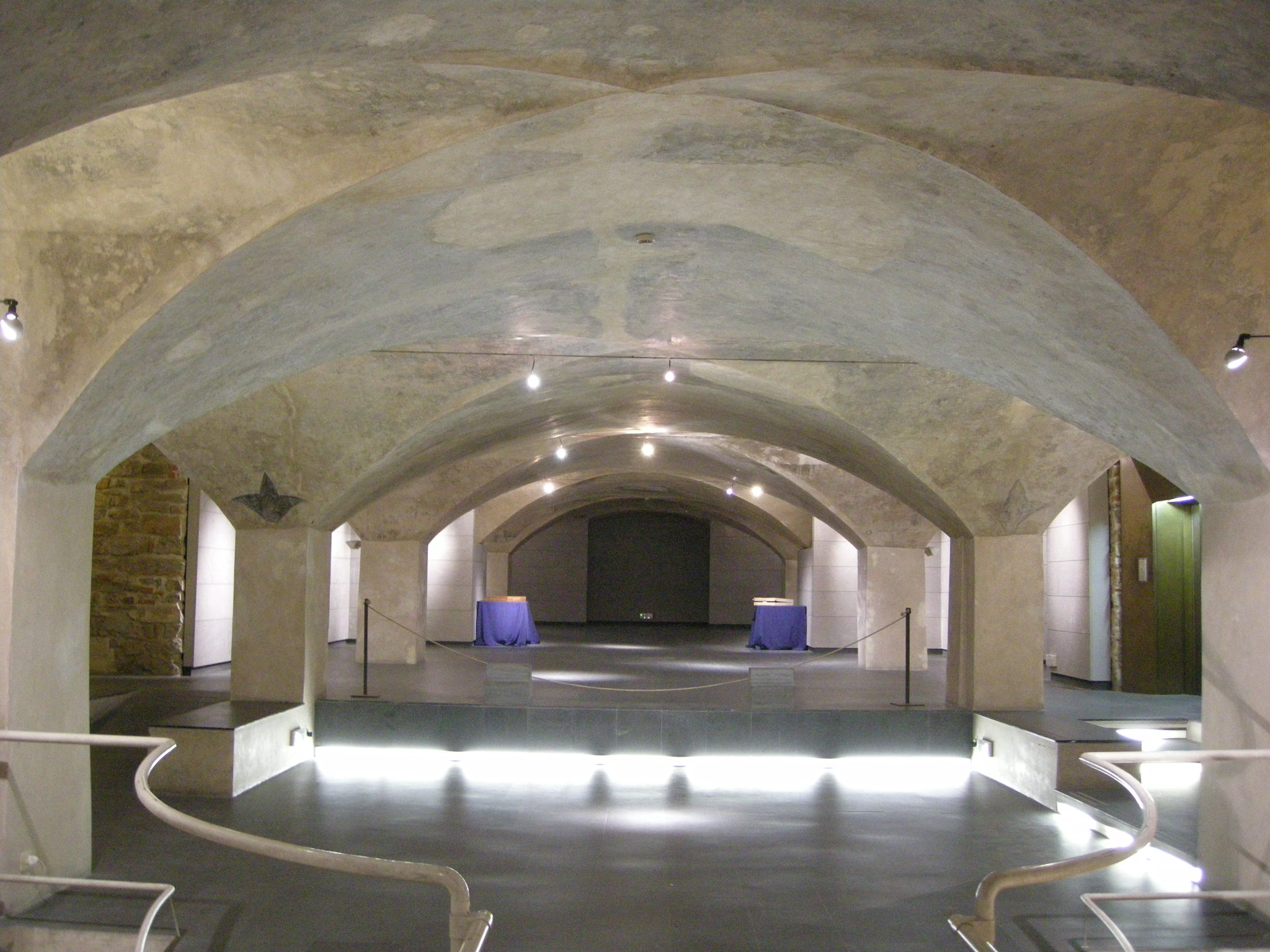
La cripta

Le sculture di Marino Marini hanno forme aspre ed essenziali e fra i soggetti più ricorrenti il Cavallo e cavaliere, esplorato in tutta una gamma di pose e stati d'animo, dalla stanchezza al pericolo all'erotismo, e la Pomona, cioè la tradizionale figura femminile tondeggiante e spesso gravida simbolo di fecondità dal tempo degli etruschi.
I quasi duecento pezzi sono disposti secondo un ordinamento tematico che permette al visitatore di accostarsi con libertà al mondo dell'artista, fatto di cavalieri, Pomone e ritratti. L'allestimento museale rispetta con grande sensibilità le indicazioni di Marini nella scelta dei materiali e dell'illuminazione naturale degli ambienti, creando un raro effetto di armonia tra il contenitore e le opere. Il percorso si snoda su più livelli: le sculture, in bronzo e in cemento, sono distribuite su tutti i piani, mentre su quote diverse sono dislocati gessi policromi e tele, ritratti e disegni. La molteplicità delle tecniche esperite offre un'ulteriore testimonianza degli interessi dell'artista per le possibilità espressive della forma.

## Fortuna critica del recupero architettonico
Tra i pochi giudizi critici rintracciati, fatto questo emblematico dello scarso interesse esercitato da tale intervento nell'ambiente fiorentino, interessante quello di Carlo Pirovano, il quale sottolineò giustamente la decisa accezione di restauro del progetto, un restauro "inteso non come pura esercitazione di recupero astratto ma di adattamento alla nuova funzionalità museale, che ha puntato alla restituzione della leggibilità dell'organismo monumentale e alla creazione di "percorsi" finalizzate alla lettura delle opere di Marino, con particolare attenzione all'esasperata tridimensionalità dell'artista pistoiese. Eccezionale, e forse irripetibile in altri contesti, la possibilità di "girare" intorno alla scultura, di rimirarla in prospettive sempre variate di accostamenti non usuali. [...] L'intervento ex novo pertanto si caratterizza soprattutto nel dipanarsi di un percorso liberissimo che permette di vivisezionare, si direbbe, i lacerti e le memorie di una storia antica e gli eccezionali documenti di una poetica moderna ed attualissima, quella di Marino, che proprio dalla Storia, nei suoi valori supremi di continuità e di inveramento mitico, ha sempre saputo trarre linfa creativa".

## Altre immagini

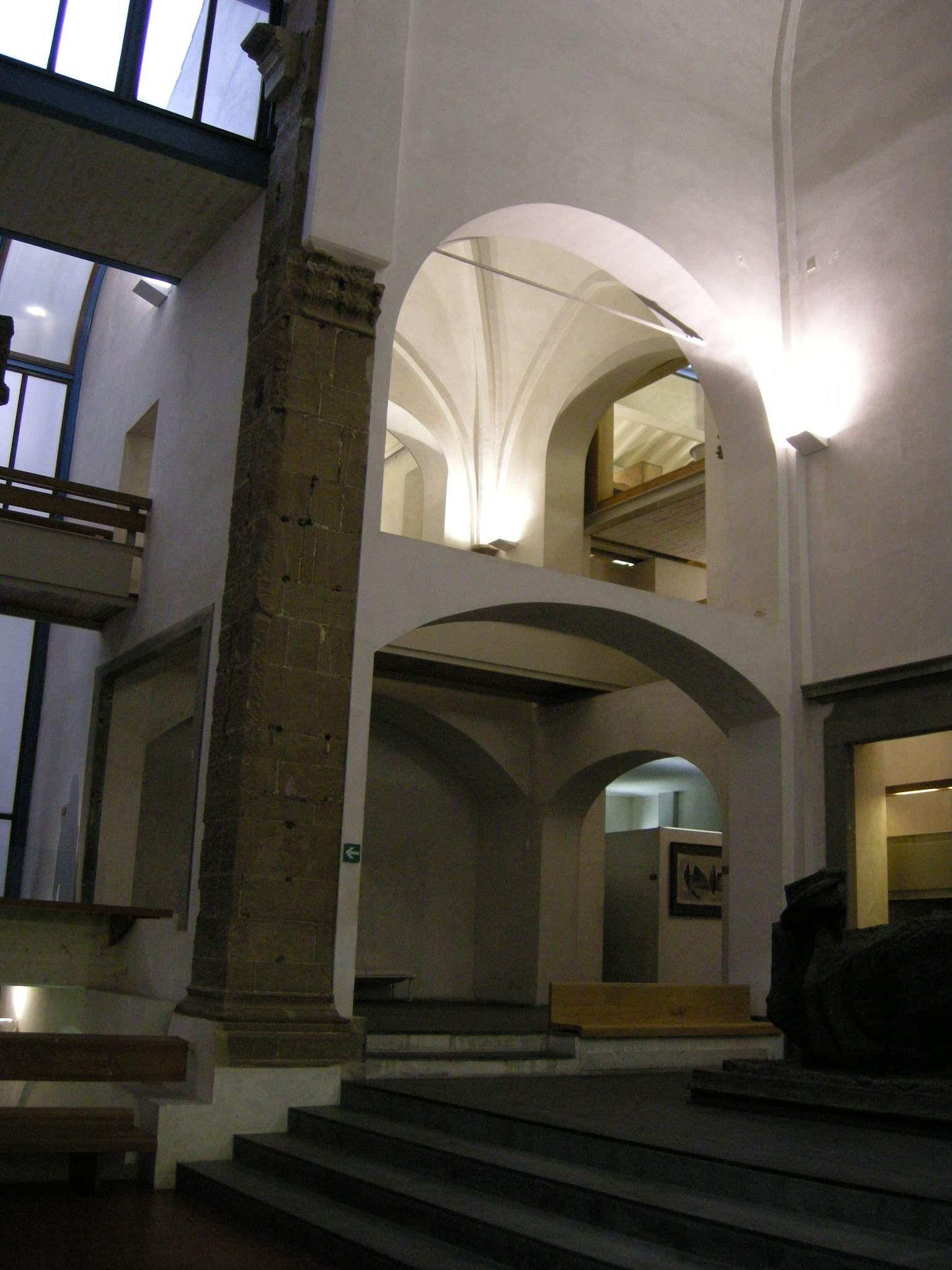
Archi della ex-chiesa
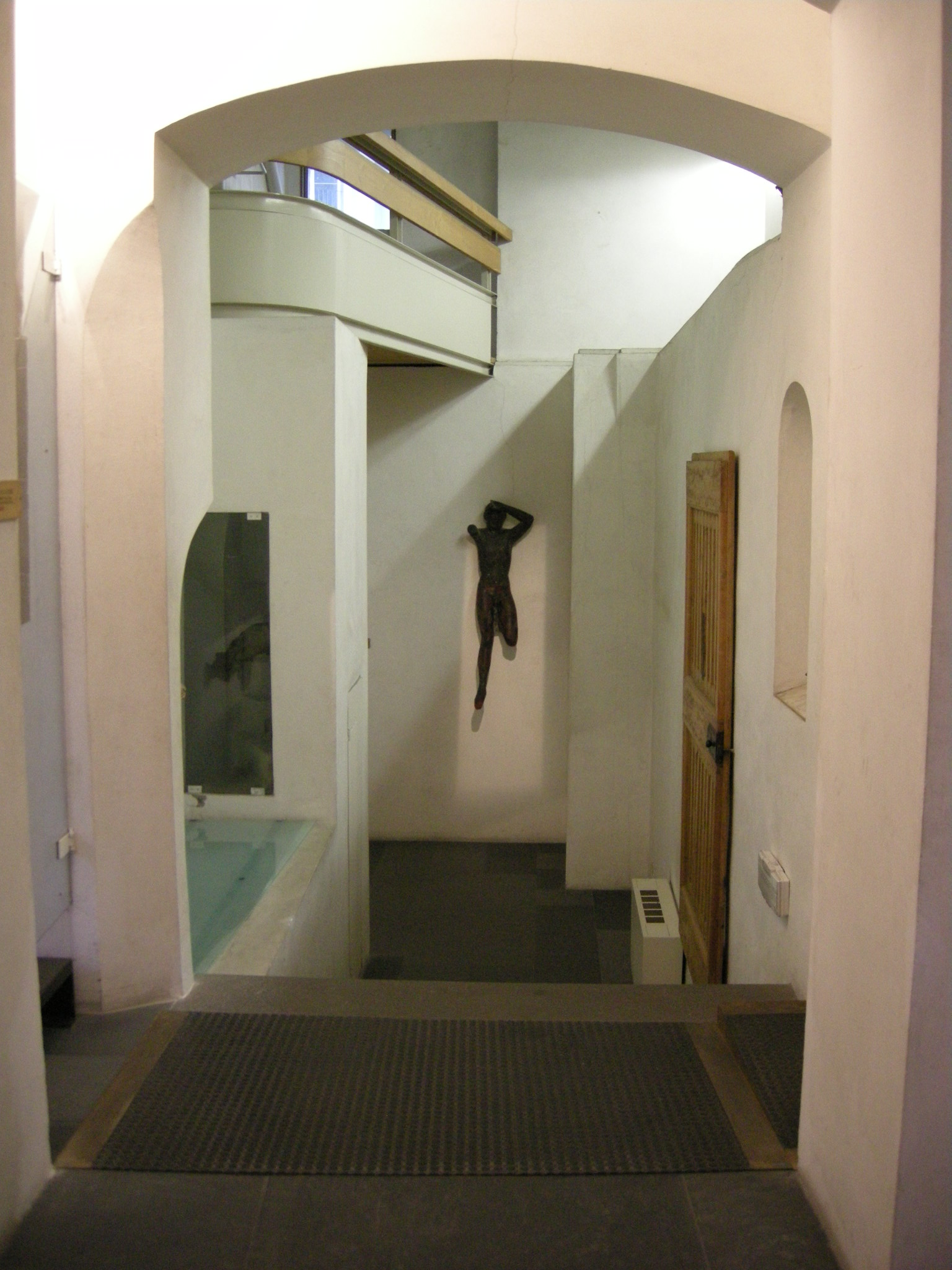
Gioco prospettico
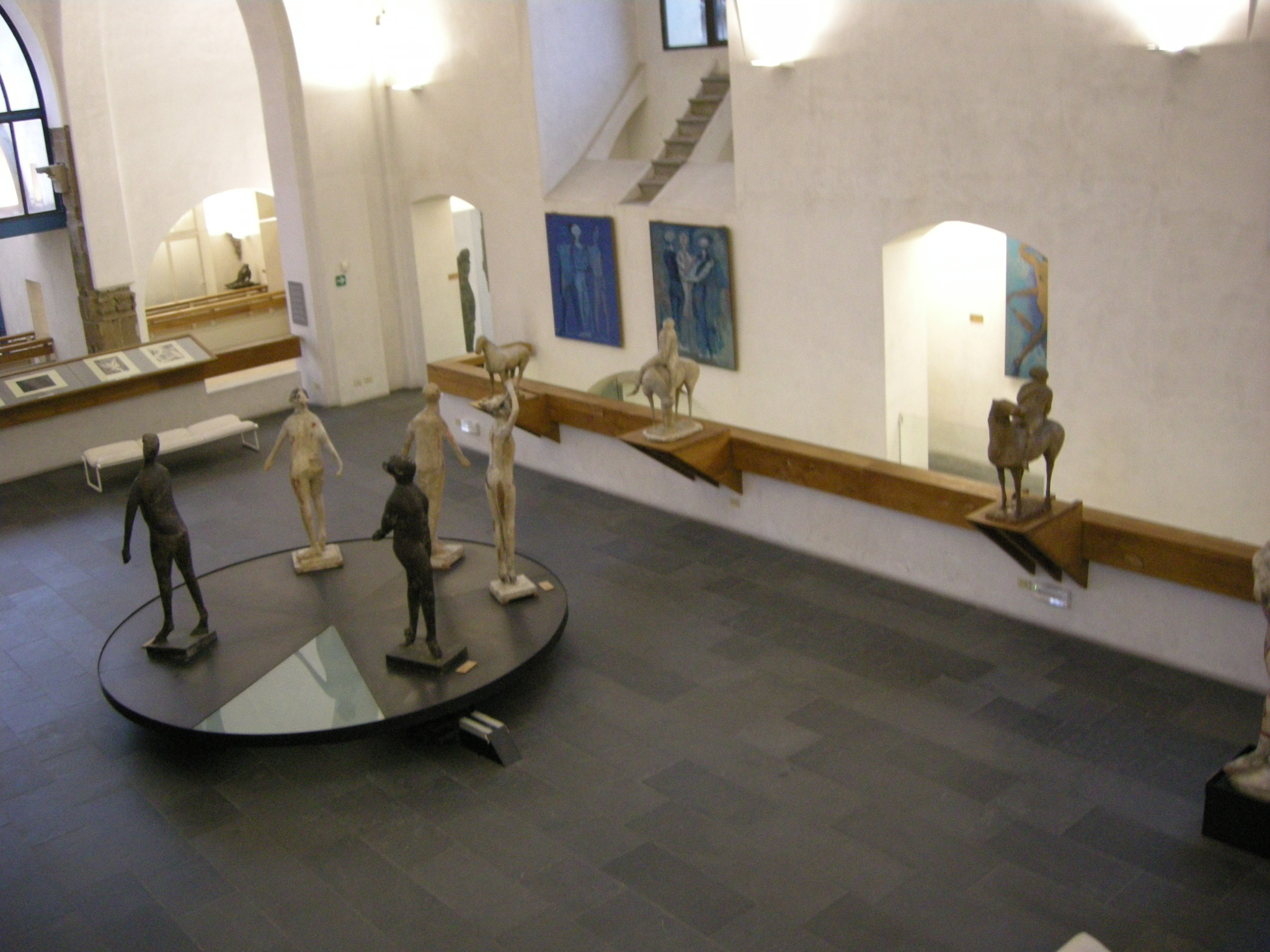
Il terzo livello
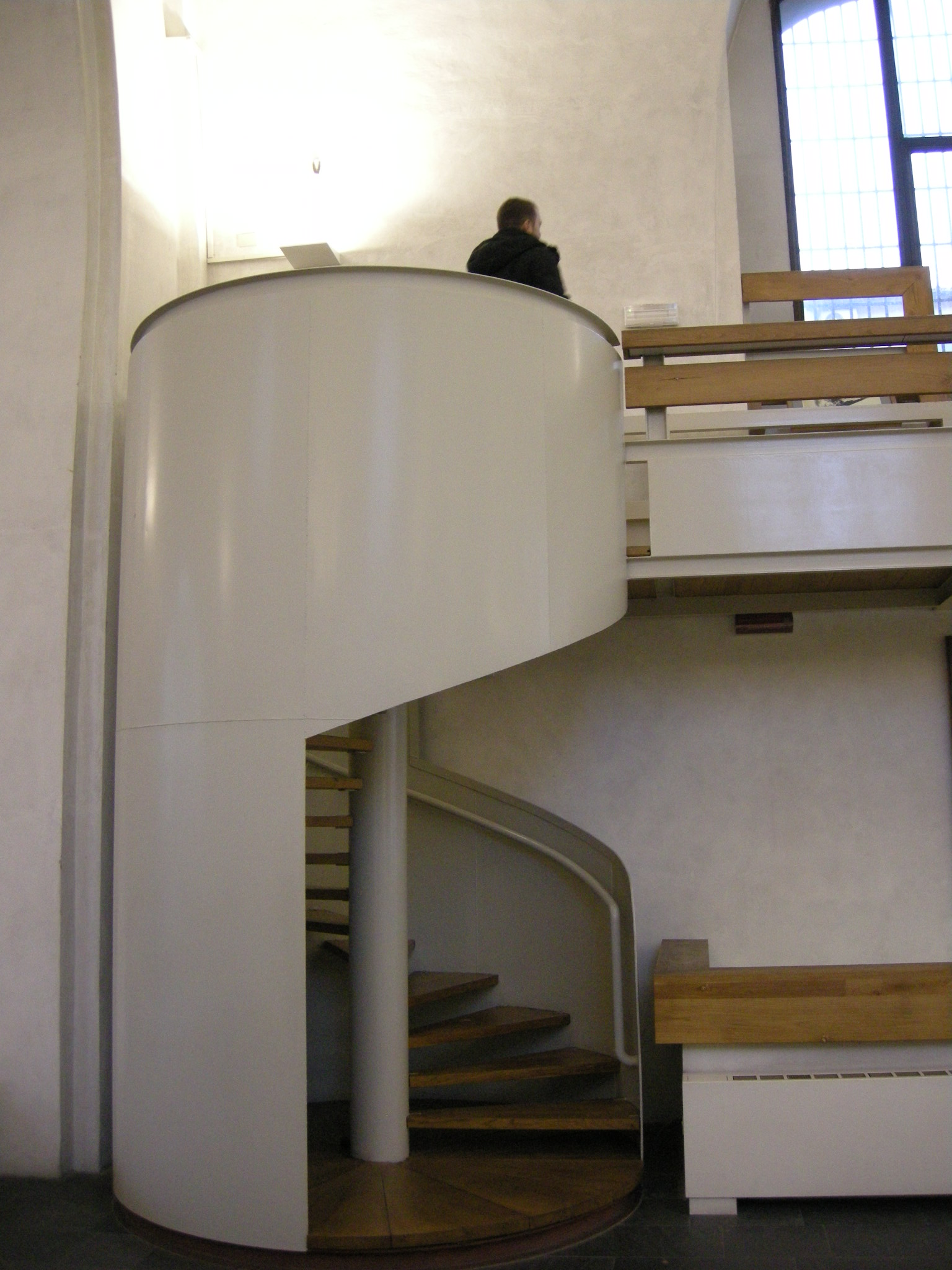
La scala a chiocciola